# Evert Koops
Evert (Eddy) Koops (Arnhem, 2 januari 1885 – Arnhem, 10 november 1938) was een Nederlandse atleet. Hij nam eenmaal deel aan de Olympische Spelen.

## Loopbaan
Koops vertegenwoordigde Nederland op de Olympische Spelen van Londen in 1908. Hij nam deel aan de olympische estafette, een nummer waarbij de vier lopers achtereenvolgens 200, 200, 400 en 800 meter liepen. Eddy Koops en Jac Hoogveld liepen elk 200 m, Victor Henny 400 m en Bram Evers 800 m. Het Nederlandse team werd tweede in zijn heat, maar niet geplaatst voor de finale. Ook nam hij deel aan de 100 m en de 200 m, maar op beide nummers werd hij in de series uitgeschakeld. Hij kwam bovendien uit op de 400 m horden. Hierin overleefde hij de series, maar werd hij vervolgens in zijn kwartfinale door een val uitgeschakeld.
Eddy Koops werd in 1904 de allereerste kampioen op de 100 m in de geschiedenis van de Nederlandse atletiek. In 1909 veroverde hij deze titel opnieuw. Bovendien vestigde hij op de 400 m in 1908 met 56,0 s en 1909 met 54,6 nationale records.

## Nederlandse kampioenschappen
| Onderdeel | Jaar       |
| --------- | ---------- |
| 100 m     | 1904, 1909 |
| 400 m     | 1909       |

## Persoonlijk record
| Onderdeel | Prestatie | Jaar |
| --------- | --------- | ---- |
| 100 m     | 11,2 s    | 1909 |